# كفر الدوار (قرية)
كفر الدوار إحدى قرى مركز الباجور التابع لمحافظة المنوفية في جمهورية مصر العربية.

## السكان
بلغ عدد سكان كفر الدوار 2,662 نسمة، حسب الإحصاء الرسمي لعام 2006.